# Katrín Júlíusdóttir
Katrín Júlíusdóttir (née le 23 novembre 1974) est une femme politique islandaise et membre de l'Althing pour l'Alliance depuis 2003. 
Elle a été élue députée of parlement islandais en 2003 et a été nommée ministre de l'industrie de mai 2009 à janvier 2012. Elle a été ministre des finances en 2012-2013.